# Лебедев-Фронтов, Александр Львович
Александр Львович Лебедев-Фронтов (26 августа 1960 г., Ленинград, РСФСР, СССР — 8 января 2022 г., Санкт-Петербург) — российский художник-график и музыкант-авангардист, один из пионеров музыкального направления нойз/индастриал в России.

## Биография
Родился 26 августа 1960 года в Ленинграде. Сын видного советского военного врача. Внук чекиста.
В 1990-е годы активно сотрудничал с Национал-большевистской партией Эдуарда Лимонова и газетой «Лимонка» с момента их основания, фактически в течение ряда лет выступая в качестве главного художника НБП.
В 1995 году принял активное участие совместно со своим другом Сергеем Курёхиным в «питерском вторжении» НБП в связи с предвыборной кампанией Александра Дугина, выставившего свою кандидатуру на выборы в Государственную Думу по одному из местных округов.
В 1995 году Лебедев-Фронтов основывает собственный лейбл «Ultra», издающий экспериментально-шумовую музыку.
Лебедев-Фронтов — один из основателей петербургской «Галереи экспериментального звука».
Скончался от инфаркта 8 января 2022 года в Санкт-Петербурге. Прах захоронен на кладбище при петербургском крематории.

## Творчество
Основные жанры работ Лебедева-Фронтова — графика и коллаж.
Помимо графики Лебедев-Фронтов занимался музыкальным творчеством в жанре нойз/индастриал, являясь одним из пионеров этого направления в СССР/России (экспериментальным музыкальным творчеством занимался с 1970-х годов). В 1987 году Лебедев-Фронтов создаёт андерграундный проект «Линия Масс». В 1996 году Лебедев-Фронтов в союзе с Николаем Судником создаёт проект «Ветрофония». В 1997 году Лебедев-Фронтов возрождает «Линию Масс» как студийный проект. Другие музыкальные проекты, созданные при участии Лебедева-Фронтова: «Веприсуицида», «Пила», «Стальной Пакт», «Т. А.У.», «Мёртвые хиппи».
Лебедев-Фронтов предпочитал издавать свои записи на виниле.

## Дискография

### Линия Масс
- 1998 — Fanatisch Eiskalt Maschine
- 2000 — Genus Ferrum
- 2001 — Eiserne Revolution
- 2002 — Pas D’Acier
- 2004 — Triumph Stali
- 2007 — 1987
- 2007 — Trud /
- 2007 — Mechano-Faktura
- 2007 — Proletkult
- 2007 — Kinematika Mechanizmov

### Веприсуицида[a]
- 1996 — Веприсуицида
- 1999 — Veprisuicida / Cisfinitum — Heavy Metal Cyclothymia / Отклонение От Симметрии
- 1999 — Comforter / Veprisuicida
- 2000 — Chinese Meat
- 2000 — K2 / Veprisuicida
- 2001 — Veprisuicida & Organomehanizm — Collaboration
- 2003 — Vaginacentrism
- 2005 — Veprisuicida & Organomehanizm — Electro-Pop
- 2020 --- Brainwashing

### Ветрофония[b]
- 1998 — Kuomintang
- 1999 — Risveglio Di Una Citta / Futurogrammatika
- Magmax / Vetrophonia
- 2000 — K2 / Vetrophonia
- 2000 — Strappadology
- 2001 — Symformoza
- 2003 — Simultannost
- 2005 — Promzona
- 2005 — Shumographika
- 2008 — Generalissimus Chiang Kaishek
- 2020 --- Dadacacophonia Dao

### Стальной пакт[c]
- 2002 — Decima Mas / Il Principe Nero
- 2002 — Okkupacija
- 2003 — Stalnoy Pakt / Rasthof Dachau — Die Toten An Die Lebenden
- 2004 — Russia’s Awakening
- 2005 — Anno Mundi Ardentis # Legion Chesty
- 2006 — O Roma O Morte!
- 2007 — Stalnoy Pakt — Anthesteria — Mikhail Vavich — Dedicated To The Russo-Japanese War 1904—1905

### Т. А.У.
- 2001 — Bioni
- 2007 — La Splendeur, Geometrique / Urbanomania

### Комментарии
1. ↑  Назван по экспериментальному фильму «Вепри суицида».
2. ↑  Совместно с Николаем Судником
3. ↑  Совместно с петербургским художником Кириллом Рожковым[14]

### Статьи
- Высказывания о звукосклещиваниях. Весёлый шум, Александр Лебедев-Фронтов, 25 декабря 2017

### Интервью
- «Матюгов мало, но шума много»: интервью с Александром Лебедевым-Фронтовым — пионером русского индастриала и оформителем «Лимонки», «Нож», 2 мая 2020
- Александр Лебедев-Фронтов: «Шум погружает человека в состояние временной смерти», Дмитрий Жвания, 30 мая 2013 (по материалам газеты «Смена» (от 11 октября 1996 года, №228-229) и газеты «Комсомольская правда», 10 декабря 1999 года, №231).
- Александр Лебедев-Фронтов: музыка шума или шум вместо музыки?, Вячеслав Кочнов, «Новый Петербург», 16 ноября 2006 г., № 44 (808).